# Gran Premio Cemab
Der Gran Premio Cemab war ein italienisches Straßenradrennen, das von 1961 bis 1975 in der Region Emilia-Romagna rund um Mirandola veranstaltet wurde.

## Geschichte
Das Rennen hatte dreizehn Auflagen. Die Strecke führte mit Start und Ziel von und nach Mirandola. Es fand jeweils im April oder auch im Juni statt. Namensgeber des Rennens war eine italienische Firma der Holzverarbeitung.

## Sieger
- 1961  Giuseppe Tonucci
- 1962  Dino Liviero
- 1963  Guido Carlesi
- 1964  nicht ausgetragen
- 1965  Danilo Ferrari
- 1966  Giuseppe Grassi
- 1967  Lino Carletto
- 1968  Marino Basso
- 1969  Michele Dancelli
- 1970  Pietro Guerra
- 1971  Giancarlo Polidori
- 1972  Guido Reybrouck
- 1973  nicht ausgetragen
- 1974  Enrico Paolini
- 1975  Luciano Borgognoni